# Sunghoo Park
Sunghoo Park (coreà: 박성후, japonès: 朴性厚) és un director d'anime de Corea del Sud amb seu al Japó. És sobretot conegut per haver dirigit la sèrie de televisió d'anime The God of High School (갓 오브 하이스쿨) i la primera temporada de Jujutsu Kaisen.

## Biografia
Park va decidir dedicar-se a la indústria de l'anime després de veure la pel·lícula Macross: Do You Remember Love? i la seva sèrie d'anime. Va començar a estudiar l'animació a Corea del Sud, però finalment es va traslladar al Japó per estudiar a l'Acadèmia de Tecnologia i Art de Chiyoda (Tòquio) (学校法人千代田学園).
El 2004 es va incorporar al Studio Comet, treballant en sèries com Onegai My Melody. El 2017, treballant per l'estudi d'animació MAPPA, va debutar com a director amb Garo: Vanishing Line.
També va treballar en la seqüència d'obertura de Zombieland Saga, i es va convertir en l'assistent de direcció de Banana Fish. El 2020, va dirigir The God of High School, una adaptació del còmic web de Corea del Sud. Més tard aquell any, va dirigir Jujutsu Kaisen, el qual va guanyar el premi a l'anime de l'any a la 5a edició dels Crunchyroll Anime Awards. Així mateix, Park va ser nominat com a millor director. El desembre de 2021, Park va dirigir la preqüela de la pel·lícula, Jujutsu Kaisen 0. Park volia fer l'expressió facial de cada personatge amb cura per donar-los un aspecte adequat quan lluitaven. Considera el nou protagonista, Yuta Okkotsu, com un adolescent senzill. Pretenia mostrar la solitud d'Okkotsu causada per la maledicció de Rika. Megumi Ogata va sorprendre Park en la realització de la pel·lícula per donar a Yuta una caracterització sensible quan plora. També va elogiar el guió de Seko per a la pel·lícula, que pretén mostrar la transformació d'Okkotsu en un heroi. Tot i que la sèrie de televisió es va destacar per tenir escenes de baralla divertides, MAPPA pretenia que la pel·lícula fos més fresca. El 2022, la segona temporada de Jujutsu Kaisen va ser nominada a l'anime de l'any. Park també va tornar a ser nominat com a millor director.

## Obres

### Sèries de televisió
- Terror a Tòquio (2014) (animador principal).[12]
- Yuri!!! on Ice (2016) (animador principal).[12]
- Garo: Vanishing Line (2017–2018) (director).[12]
- Banana Fish (2018) (assistent de direcció d'episodis) (ep.13).[13]
- The God of High School (2020) (director).[14]
- Jujutsu Kaisen (2020–2021) (director).[15]
- Ninja Kamui (2024) (director).[16]

### ONA
- Monsters: 103 Mercies Dragon Damnation (2024) (director, guionista).[17]
- Project Bullet/Bullet (TBA) (esborrany de la història original).[18]

### Pel·lícules
- Jujutsu Kaisen 0 (2021) (director).[19]